# Liste der Staatsstraßen in Niederbayern
Diese Liste der Staatsstraßen in Niederbayern ist eine Auflistung der Staatsstraßen im zu Bayern gehörenden Niederbayern. Als Abkürzung für diese Staatsstraßen dient die Abkürzung St. Die weiteren bayerischen Staatsstraßen stehen auf den folgenden Seiten:
- Liste der Staatsstraßen in Mittelfranken
- Liste der Staatsstraßen in Oberbayern
- Liste der Staatsstraßen in Oberfranken
- Liste der Staatsstraßen in der Oberpfalz
- Liste der Staatsstraßen in Schwaben
- Liste der Staatsstraßen in Unterfranken

Die Bundesautobahnen und Bundesstraßen werden gestalterisch hervorgehoben.

## Liste
Der Straßenverlauf wird in der Regel von Nord nach Süd und von West nach Ost angegeben.
| Nr.     | Verlauf |
| ------- | --- |
| St 2045 | (St 2045 in Oberbayern) – Bezirksgrenze – Edlkofen – Bruckberg – Bruckbergerau West – Bruckbergerau – Bruckbergerau Ost – – Münchnerau – Landshut – Wölflkofen – Adlkofen – Schußrain – Kleinbirken – Kröning – Kirchberg – Oberkirchberg – Oberschnittenkofen – Oberwölkersdorf – Wendelskirchen – Unterhausenthal – Erling – St 2083 in Aham |
| St 2049 | (St 2049 in Oberbayern) – Bezirksgrenze – – Oberempfenbach – Unterempfenbach – Mainburg – Sandelzhausen – St 2085 – Großgundertshausen – Volkenschwand – Obergolzaberg – Untergolzaberg – Martinszell – Obermünchen – Niedermünchen – Geberskirchen – Enghof – Furth – Rannertshofen – in Arth |
| St 2054 | (St 2054 in Oberbayern) – Bezirksgrenze – St 2082 – Niedererlbach – Buch am Erlbach – St 2330 – Forstaibach – Vilsheim – Langenvils – Gundihausen – Münchsdorf – Hachelstuhl – Altfraunhofen – St 2087 – Reifersberg – Gallusberg – Geisenhausen – Rebensdorf – Diemannskirchen – Helmsdorf – Dietelskirchen – St 2083 |
| St 2074 | Essenbach-Gaden – Altheim – Ohu – Oberahrain – Unterahrain – Wörth an der Isar – Lichtensee – Kronwieden – Höfen – St 2111 – Dingolfing – Gottfriedingerschwaige – Mammingerschwaigen – St 2114 – Waiblingermoos – Pilsting – Ganacker – Wallersdorf – St 2325 – Arndorf – Sautorn – Freundorf – Michaelsbuch – Hettenkofen – Stauffendorf – St 2124 – Natternberg – St 2114 – Fischerdorf – St 2125 in Deggendorf (darüber Anbindung an ) (Anm.: abgestufte ) |
| St 2082 | – St 2054 – Bezirksgrenze – (St 2082 in Oberbayern) |
| St 2083 | – Vilsbiburg – Plaika – St 2054 – Rutting – Gerzen – Sommerau – St 2045 – Aham – Engkofen – Witzeldorf – Biegendorf – Frontenhausen – St 2111 – Marklkofen – Aunkofen – Weiher – St 2327 – Niederreisbach – St 2327 – Hötzendorf – Oberhausen – Obermünchsdorf – Niederhausen – Haunersdorf – Steinbeißen – Feldöd – Aufhausen – Rengersdorf – Prunn – St 2113 – Adldorf – Eichendorf – St 2325 – Badersdorf – Enzerweis – Dornach – Jahrstorf – Rengwartling – Kröhstorf – St 2115 – Bruckhäuser – St 2115 – Untergrafendorf – Siegelsdorf – Pörndorf – Freundorf – St 2108 – Aldersbach – St 2109 – Aunkirchen – St 2324 – Algerting – Hitzling – St 2119 in Vilshofen an der Donau                                                                         |
| St 2085 | St 2049 – Kleingundertshausen – Bezirksgrenze – (St 2085 in Oberbayern) |
| St 2086 | (St 2086 in Oberbayern) – Bezirksgrenze – Moosvogl – Massing – |
| St 2087 | – Herbersdorf – Altfraunhofen – St 2054 – Maierholz – Fahring – Baierbach – Berghäusl – Unterhausbach – Schlott – Neufraunhofen – Hub – Bruck – Velden – Erzmannsdorf – Oberensbach – Rothweg – Brandstätt – Bezirksgrenze – (St 2087 in Oberbayern) |
| St 2090 | St 2112 in Altersham – Obergrasensee – Wühr – Walburgskirchen – Eiberg – Ödbinder – Tann – St 2590 – Gasteig – Maisthub – Pirach – Lanhofen – in Untertürken |
| St 2108 | (St 2108 in Oberbayern) – … – Bezirksgrenze – … – – Stößlöd – Feitshof – Schönau – Marschalling – Oberzeitlarn – Unterzeitlarn – St 2112 – Furth – Geyern – Eitting – Sankt Georgen – St 2608 – Dummeldorf – Johanniskirchen – Ammersdorf – Emmersdorf – Krohstorf – Eggerting – Uttigkofen – St 2083 in Freundorf |
| St 2109 | St 2083 in Aldersbach – Aidenbach – St 2117 – Heft – Krieglmühle – Gopping – Frauentödling – Egglham – Oberegglham – Baumgarten – Haidprechting – Waldhof – Laab – Haberbach – Kelchham – in Degernbach |
| St 2110 | St 2112 in Pfarrkirchen – Triftern – St 2324 – Kauflanden – Kößlarn – Hubreith – Popolarn – Kühbach – Pattenham – Rotthalmünster – St 2116 – Rotthalmünster – St 2116 – Bründlleithen – Faltlleithen – Moos – Tutting – Kirchham – Bad Füssing – Egglfing am Inn – St 2117 – Würding – St 2117 – Oberreuthen – Mitterreuthen – Unterreuthen – Flickenöd – Haar – Hartkirchen – Reding – Mittich – St 2119 – Neuhaus am Inn – Vornbach – Neuburg am Inn – Dommelstadl – Straß – St 2618 – in Passau |
| St 2111 | (St 2111 in der Oberpfalz) – Bezirksgrenze – Geiselhöring – St 2142 – Hainsbach – Gingkofen – Martinsbuch – St 2141 – Ettenkofen – Mengkofen – Weichshofen – St 2328 – St 2141 – Kronberg – Oberschellhart – Oberhollerau – Unterhollerau – Dingolfing – St 2074 – St 2327 – Frauenbiburg – St 2083 – Obertrennbach – Seemannshausen – Gangkofen – Bezirksgrenze – (St 2111 in Oberbayern) |
| St 2112 | – Simbach – Ruppertskirchen – Zwilling – Altmannskinden – Arnstorf – St 2115 – St 2325 – Furth – St 2108 – Straßdobl – Nöham – Straß – St 2608 – Benk – Pfarrkirchen – St 2110 – Altersham – St 2090 – Mayerhof – Edermanning – Englschall – Irging – Antersdorf – Weinleiten – in Simbach am Inn |
| St 2113 | – Möding – Wildthurn – Rannersdorf – Exing – Lappersdorf – St 2083 |
| St 2114 | St 2141 – Obersunzing – Hailing – Großköllnbach – St 2074 – Neumühle – Weihern – Harburg – Landau an der Isar – Oberframmering – Schloß Tannegg – Unterframmering – Kothingeichendorf – Zeholfing – Poldering – Westerndorf – Ettling – St 2325 – Oberpöring – Wallerfing – St 2124 – Ramsdorf – Putting – Buchhofen – Manndorf – Wisselsing – |
| St 2115 | – Malgersdorf – Salksdorf – Jägerndorf – Wabach – Triefelden – Arnstorf – St 2112 – Kohlstorf – Westerndorf – Mariakirchen – St 2325 – Obergrafendorf – Münchsdorf – Osterndorf – Roßbach – St 2083 – Bruckhäuser – Kröhstorf – St 2083 – Göttersdorf – Holzhäuser – Fuggereck – Obergessenbach – Untergessenbach – Vierhöfen – Osterhofen – St 2125 |
| St 2116 | St 2119 – Sankt Salvator – St 2118 – Oberham – Schwaim – Maierhof – Asbach – Holzhäuser – Altschörg – St 2110 – Rotthalmünster – St 2110 – Harham – Malching – |
| St 2117 | St 2109 in Aidenbach – St 2324 – Langenbruck – Bergham – Kettenham – Unteriglbach – St 2119 – Ortenburg – Afham – St 2116 – Steinkirchen – Dorfbach – St 2119 – Thiersbach – Schmidham – St 2118 – Hundshaupten – Tadlhub – Tettenham – Tettenweis – Pocking – Pram – Weidach – St 2110 – Würding – St 2110 – Egglfing am Inn – Staatsgrenze – (510 in Oberösterreich, Österreich) |
| St 2118 | St 2116 – Bad Griesbach im Rottal – Reutern – Schmidham – St 2117 – Pilzweg – Fürstenzell – St 2119 – Irsham – St 2618 – / |
| St 2119 | St 2126 in Neuloipfering – Otting – Mühlholz – Rannetsreit – Garham – Solla – Reitern – St 2318 – Klinger – Schmalhof – St 2125 – Vilshofen an der Donau – St 2083 – Zeitlarn – Unteroh – Knadlarn – Nicklgut – St 2117 – Ortenburg – Afham – St 2116 – Steinkirchen – Dorfbach – St 2117 – Steinbach – Göbertsham – Fürstenzell – St 2118 – Aspertsham – Untersimbach – Engertsham – Geiselberg – Sulzbach am Inn – St 2619 – Neuhaus am Inn – Staatsgrenze – (Österreich) |
| St 2124 | St 2074 in Natternberg – Mainkofen – Plattling – Breitfeld – Tabertshauserschwaig – Tabertshausen – Bamling – Neusling – Wallerfing – St 2114 – Pitzling – St 2325 |
| St 2125 | (St 2125 in der Oberpfalz) – Bezirksgrenze – Stadldorf – Niederachdorf – Pondorf – Oberzeitldorn – Kirchroth – St 2148 – Unterzeitldorn – Sossau – Hornstorf – St 2141 – Oberalteich – Bogen – St 2139 – Pfelling – Welchenberg – Niederwinkling – St 2147 – Stegertswörth – Neuhausen – Metten – Deggendorf – / – St 2074 – Deggenau – Oberdorf – Seebach – St 2126 – St 2115 – Winzer – Loh – Flintsbach – Mitterndorf – St 2322 – Gries – Sattling – Neßlbach – Leithen – Hofkirchen – St 2318 – Gelbersdorf – Hilgartsberg – St 2119 – Schmalhof – Winklhof – Hacklsdorf – Windorf – St 2127 – Gerading – Besensandbach – St 2323 – St 2318 – Gaishofen – Schalding links der Donau – Maierhof – Passau – Staatsgrenze – ( in Oberösterreich, Österreich) |
| St 2126 | / – Hengersberg – Waltersdorf – Lapferding – Schwanenkirchen – Iggensbach – St 2322 – Reichenbach – Außernzell – Großmeicking – Alzenhof – Eging am See – St 2119 – Neuloipfering – Kollmering – Mötzling – Aicha vorm Wald – St 2127 – Ranzing – Haselbach – St 2323 – |
| St 2127 | Wistlberg – Finsterau – Heinrichsbrunn – Hohenröhren – Zwölfhäuser – Mauth – St 2130 – Neuhütte – Kreuzberg – Speltenbach – Freyung – Aigenstadl – Ringelai – Empertsreut – Marchetsreut – Messerschmidmühle – Maresberg – St 2321 – Eisenbernreut – Hochwegen – St 2321 – Schnürring – Schrottenbaummühle – Rappenhof – Trasfelden – Tittling – Eisensteg – Fürstenstein – Nammering – Renholding bei Aicha vorm Wald – St 2126 – Aicha vorm Wald – St 2622 – St 2126 – Renholding bei Windorf – Rathmannsdorf – St 2318 – Bartlmühle – St 2125 in Windorf |
| St 2128 | St 2322 – Thurmansbang – Eggenreuth – Oisching – Museumsdorf Bayerischer Wald – Tittling – – … – St 2323 in Hutthurm – Büchlberg – Freimadlsäge – Wolkar – Oberkümmering – Thiessenhäusl – Hauzenberg – St 2132 – Penzenstadl – Sicklingermühle – Sickling – Krinning – Niederneureuth – Sonnen – Schönberghäuser – St 2130 – Breitenberg – St 2130 – Staatsgrenze – (1560 in Oberösterreich, Österreich) |
| St 2129 | St 2132 – Wolfertschlag – Eppenschlag – |
| St 2130 | St 2127 in Mauth – Annathalmühle – Hinterfirmiansreut – Mitterfirmiansreut – Vorderfirmiansreut – Philippsreut – Schwarzenthal – Bischofsreut – Haidmühle – Frauenberg – Branntweinhäuser – Altreichenau – St 2630 – St 2131 – Lackerau – Neureichenau – Gern – Langbruck – Klafferstraß – St 2630 – Hammerschmiede – Breitenberg – St 2128 – Thalberg – Lacken – Kramerschlag – |
| St 2131 | – Saßbach – St 2132 – Waldkirchen – St 2632 – Jandelsbrunn – Stubenberg – St 2130 in Altreichenau |
| St 2132 | (St 2132 in der Oberpfalz) – Bezirksgrenze – Niederndorf – Thalersdorf – St 2326 – Arnbruck – Drachselsried – St 2636 – Haberbühl – Mais – St 2136 – Waldmann – St 2135 – Langdorf – Schwarzach – Außenried – Zwiesel – Lichtenthal – Zwieselau – Frauenau – Althütte – Klingenbrunn – St 2129 – Beiwald – Hochreuth – Spiegelau – Pronfelden – Aufeld – in Grafenau – … – – Ort – Freyung – Boxleitenmühle – Karlsbachmühle – Wotzmannsreut – Schiefweg – St 2131 – Waldkirchen – Holzfreyung – Bauzing – Hauzenberg – St 2128 – St 2320 – Wotzdorf – Lieblmühle – Zwecking – Satzbach – St 2319 – |
| St 2133 | – Deggendorf – St 2135 – Scheuering – Haslach – Klessing – Dietmannsberg – Hainstetten – Schaufling – Ensbachmühle – Stritzling – Lalling – in Rohrstetten |
| St 2134 | – Klessing – Rinchnach – Rosenau – Sölden – Kasberg – Falkenstein – Großloitzenried – Gfradert – Holzmühle – Kirchberg im Wald – Laiflitz – Raindorfmühle – Untermitterdorf – Kaltenbrunn – Schönbrunn – Manglham – Sterrmühle – Freundorf – Mitterdorf – Langfurth – Ölberg – Bradlberg – St 2322 in Simmetsreut |
| St 2135 | St 2132 – Langdorf – Regen – Frauenmühle – Reinhartsmais – Burgstall – Scheibe – Ritzmaisersäg – Rusel – Irlmoos – Oberglasschleife – Hackermühle – Zwieslerbrück – Maxhofen – Mietraching – Deggendorf – St 2133 – |
| St 2136 | – Patersdorf – Furthof – Berging – Teisnach – St 2636 – Gstaudach – Böbrach – Sternhammer – St 2132 – Silberberg – St 2137 |
| St 2137 | St 2154 in Brennes – Arberseehaus – St 2136 – Regenhütte – |
| St 2139 | (St 2139 in der Oberpfalz) – Bezirksgrenze – Nebenweg – Lammerbach – Pirka – Stein – St 2326 – Blossersberg – Viechtach – Weggütl – Unterdornach – Sankt Englmar – Grün – Bachersgrub – St 2147 – Taussersdorf – Neukirchen – Stippich – Steinburg – St 2147 – Wegern – Schafberg – Au vorm Wald – Haselquanten – Hunderdorf – Hofdorf – Hofweinzier – St 2125 |
| St 2140 | (St 2140 in der Oberpfalz) – Bezirksgrenze – Kasparzell – St 2326 – Auggenbach – Konzell – St 2326 – Punzendorf – Viertl – Konzell Süd – Waldmenach – Recksberg – Altvielreich – Radmoos – Haselbach – Mitterfels – St 2147 – Scheibelsgrub – Eisenhart – Dunk – |
| St 2141 | St 2125 in Hornstorf – Straubing – St 2142 – Salching – Niedersunzing – St 2114 – Leiblfing – Puchhausen – Hüttenkofen – Ettenkofen – St 2111 – Mengkofen – Weichshofen – St 2328 – St 2111 – Breitenau – Ottending – Dreifaltigkeitsberg bei Rimbach – Dreifaltigkeitsberg bei Weng – Hinzlbach – Weng – Hörmannsdorf – Postau – Grießenbach – Mettenbach – Unterwattenbach – in Essenbach |
| St 2142 | in Elsendorf – Mitterstetten – Horneck – Margarethenthann – Thonhausen – Oberlauterbach – St 2642 – Unterlauterbach – Marktstauden – St 2143 – Gisseltshausen – St 2643 – Rottenburg an der Laaber – St 2143 – Stein – Inkofen – Hebramsdorf – Ettenkofen – Hofendorf – Neufahrn in Niederbayern – Pfaffenberg – Mallersdorf – Ettersdorf – Steinkirchen – Laberweinting – St 2111 – Geiselhöring – St 2111 – Hirschling – Perkam – Kay – Straubing – St 2141 – Aiterhofen – |
| St 2143 | (St 2143 in der Oberpfalz) – Bezirksgrenze – Dünzling – – Paring – St 2144 – Langquaid – St 2144 – Adlhausen – Alzhausen – St 2230 – Niedereulenbach – Oberaichgarten – Pattendorf – St 2142 – Gisseltshausen – St 2643 – Rottenburg an der Laaber – St 2142 – Türkenfeld – Hohenthann – Weihenstephan – Kottingrohr – Käufelkofen – Unterglaim – Kopfham – Ergolding – |
| St 2144 | St 2233 in Neustadt an der Donau – Abensberg – Offenstetten – Scheuern – St 2230 – Bachl – St 2230 – St 2143 – Langquaid – St 2143 – Bezirksgrenze – (St 2144 in der Oberpfalz) |
| St 2147 | (St 2147 in der Oberpfalz) – Bezirksgrenze – Zinzenzell – Hötzelsdorf – St 2648 – Pilgramsberg – Eggerszell – Ascha – Zachersdorf – Einfürst – Mitterfels – St 2140 – Höllmühl – Wiespoint – Ehren – Steinburg – St 2139 – Stippich – Neukirchen – Taußersdorf – St 2139 – Obermühlbach – Hintersollach – Kohlwessen – Ay – Schwarzach – Lindforst – Höhl – St 2125 in Niederwinkling |
| St 2148 | (St 2148 in der Oberpfalz) – Bezirksgrenze – Wiesenfelden – St 2648 – Kälberhof – Saulburg – Kirchroth – St 2125 |
| St 2154 | (St 2154 in der Oberpfalz) – Bezirksgrenze – Brennes – St 2137 – in Bayerisch Eisenstein |
| St 2230 | (St 2230 in der Oberpfalz) – Bezirksgrenze – Meihern – Riedenburg – St 2231 – Prunn – Essing – Altessing – Kelheim – St 2233 – Hohenpfahl – Affecking – Reißing – Oberschambach – Unterschambach – St 2144 – Bachl – St 2144 – Rohr in Niederbayern – St 2333 – St 2143 in Alzhausen |
| St 2231 | St 2230 in Riedenburg – Bezirksgrenze – (St 2231 in Oberbayern) |
| St 2233 | (St 2233 in der Oberpfalz) – Bezirksgrenze – Painten – Kleinwalddorf – Ihrlerstein – Kelheim – St 2230 – Hohenpfahl – Weltenburg – Staubing – Eining – Sittling – Bad Gögging – Neustadt an der Donau – St 2223 – St 2144 – Mauern – Schwaig – Bezirksgrenze – (St 2233 in Oberbayern) |
| St 2318 | St 2125 in Hofkirchen – Semmelreut – Zaundorf – Reitern – St 2119 – Reit – Wiffling – Tracking – Schwarzhöring – Rathsmannsdorf – St 2117 – Sessing – Desching – Stetting – Otterskirchen – St 2323 – St 2125 |
| St 2319 | in Grubweg – St 2132 – Obersatzbach – Zwecking – St 2132 – Fattendorf – Grub – Rothenkreuz – Steinbruck – Zipf – St 2320 in Untergriesbach |
| St 2320 | St 2132 in Hauzenberg – Eben – Jahrdorf – Schaibing – Rampersdorf – Untergriesbach – St 2319 – |
| St 2321 | – Gehmannsberg – Nendlnach – Haselbach – Haus im Wald – Biberbach – Nebling – Lindberg – Perlesreut – St 2127 – Eisenbernreut – Hochwegen – St 2127 – Atzldorf – Loizersdorf – Fürsteneck – Voglöd – Prag – Oberpretz – |
| St 2322 | St 2125 in Mitterndorf – Haderbach – Kuhholz – Iggensbach – St 2126 – Schöllnach – Haidhof – Vorading Siedlung – Taiding – Riggerding – Simmetsreut – St 2134 – Zenting – Burgsdorf – Stieglreuth – Stockwiesreuth – St 2128 – Entschenreuth – Hundsruck – Saldenburg – |
| St 2323 | St 2125 – Deichselberg – St 2318 – Otterskirchen – Kirchberg vorm Wald – Thalham – Haselbach – St 2126 – Ruderting – Fischhaus – Brennschinken – St 2128 in Hutthurm |
| St 2324 | St 2083 in Aunkirchen – Schwanham – Langenbruck – St 2117 – Beutelsbach – Untertillbach – Obertillbach – Unterthambach – Kroißen – Kemauthen – Wolfakirchen – Edt – Brunndobl – Oberbirnbach – Schwertling – Bad Birnbach – Aunham – Anzenkirchen – Lengsham – Unterplaika – Triftern – St 2110 – Nüppling |
| St 2325 | in Straßkirchen – Altenbuch – St 2074 – Wallersdorf – St 2074 – Ettling – St 2114 – Wisselsdorf – St 2124 – Eichendorf – St 2083 – Voglau – Straß – Salzberg – Jetzeneck – Sattlern – Mariakirchen – St 2115 – Kudlhub – Holzweber – Einpoint – Oberbreitenbach – St 2112 |
| St 2326 | – Stallwang – Landorf – Ichenberg – Ichendorf – Konzell – St 2140 – Kleinbruck – – … – St 2326 in Blossersberg – St 2132 – Arnbruck – Bezirksgrenze – (St 2326 in der Oberpfalz) |
| St 2327 | St 2111 in Dingolfing – Hacklberg – Untergünzkofen – Griesbach – Niederreisbach – St 2083 – Oberndorf – Straßschneid – Höfen – Hochholzen – Haberskirchen – Eisenthal – Unterrohrbach – |
| St 2328 | in Ergoldsbach – Bayerbach bei Ergoldsbach – Gerabach – Feistenaich – Steinbach – Süßkofen – Hofdorf – St 2111/St 2141 in Weichshofen |
| St 2330 | St 2054 in Buch am Erlbach – Thann – Bezirksgrenze – (St 2330 in Oberbayern) |
| St 2333 | – Aicha – Pickenbach – Kirchdorf – Untermantelkirchen – Obermantelkirchen – Wallersdorf – St 2230 in Rohr in Niederbayern |
| St 2335 | (St 2335 in Oberbayern) – Bezirksgrenze – St 2049 |
| St 2590 | in Babing – Schildthurn – Wolfgrub – St 2090 in Tann |
| St 2608 | St 2108 in Sankt Georgen – Dietersburg – St 2112 |
| St 2618 | St 2118 in Irsham – Kurzeichet – Kleingern – Pfenningbach – St 2110 |
| St 2619 | St 2110 in Tutting – in Waldstadt – in Ruhstorf an der Rott – Eholfing – Sulzbach am Inn – St 2119 |
| St 2622 | St 2127 – |
| St 2625 | St 2125 in Passau – Mariahilf – Staatsgrenze – (506 in Oberösterreich, Österreich) |
| St 2630 | – Freyung – Perlesöd – Winkelbrunn – Unterseilberg – Grainet – Fürholz – St 2632 – Exenbach – Vorderfreundorf – Saghäuser – Röhrndlberg – Altreichenau – St 2130 – St 2131 – Lackerau – Neureichenau – Gern – Langbruck – Klafferstraß – St 2130 – Lackenhäuser – Staatsgrenze – (589 in Oberösterreich, Österreich) |
| St 2632 | St 2630 – Böhmzwiesel – Mayersäge – Manzing – St 2131 in Waldkirchen |
| St 2636 | St 2132 – Grafenried – Kammersdorf – St 2136 in Teisnach |
| St 2642 | – Pürkwang – Wildenberg – Willersdorf – St 2142 in Oberlauterbach |
| St 2643 | St 2142/St 2143 in Gisseltshausen – Niederhatzkofen – Oberhatzkofen – Pfeffenhausen – |
| St 2648 | St 2148 in Wiesenfelden – Lehenbach – Heilbrunn – Geraszell – St 2147 |